# Perestroïka
 (décembre 2021).
Si vous disposez d'ouvrages ou d'articles de référence ou si vous connaissez des sites web de qualité traitant du thème abordé ici, merci de compléter l'article en donnant les références utiles à sa vérifiabilité et en les liant à la section « Notes et références ».
 (juin 2017).

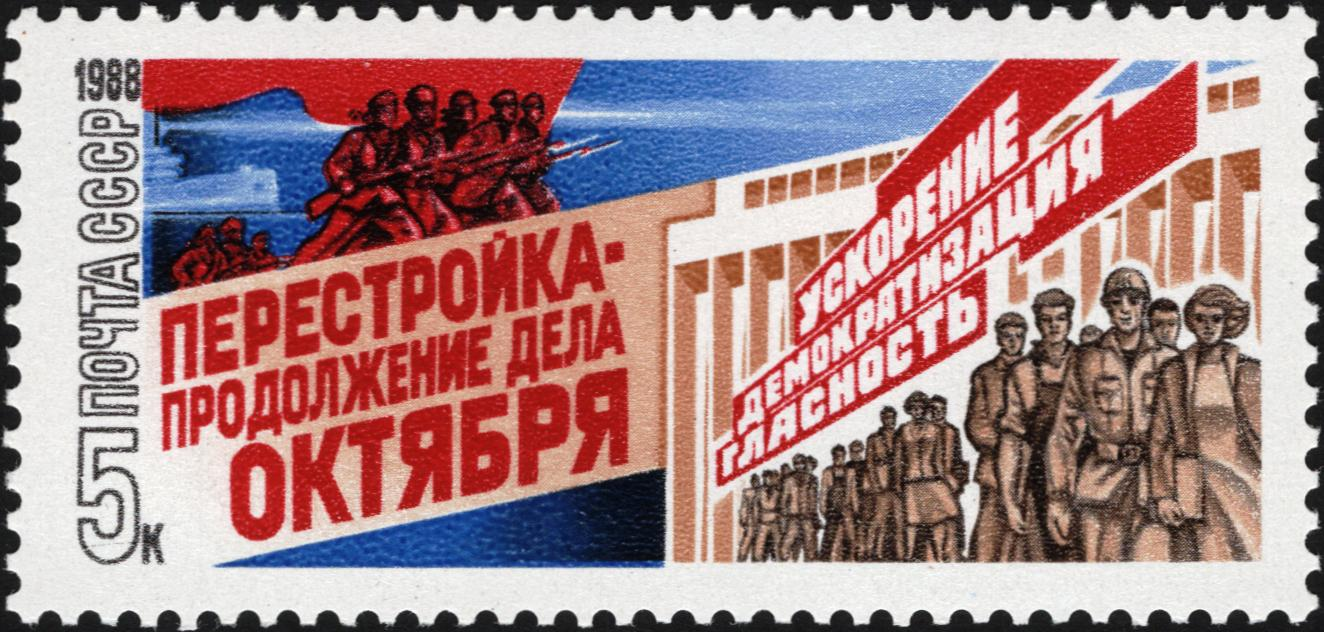
Propagande en faveur de la perestroïka sur un timbre postal de l'URSS de 1988.
La cause de la révolution d'Octobre se poursuit avec la Perestroïka. Accélération (Ouskoreniye), Démocratisation (Demokratizatsiya), Transparence (Glasnost).

La perestroïka [peʁɛstʁɔjka] (en russe : перестройка [pʲɪrʲɪˈstrojkə] ), littéralement « la reconstruction », est le nom donné aux réformes économiques et sociales menées par le président de l'URSS Mikhaïl Gorbatchev en Union soviétique d'octobre 1985 à décembre 1991, selon trois axes prioritaires : économique, social et éthique : l'accélération, la démocratisation et la transparence (Glasnost).

## Origines: la compétition avec les États-Unis
Après la Seconde Guerre mondiale et dans un contexte de guerre froide, Joseph Staline considère comme un objectif diplomatique majeur de pouvoir traiter d’égal à égal avec les États-Unis. Cette égalité à atteindre n’est cependant qu’économique et militaire, car ni dans la politique de Staline, ni dans celle de ses successeurs jusqu’à Gorbatchev, il n’est question à aucun moment des droits et des libertés ou de la qualité de vie du citoyen. La parité nucléaire est rapidement atteinte dans le domaine militaire (1949-1953), et, dans la conquête de l’espace, l’Union soviétique prend initialement (1957-1965) une longueur d’avance.
La première déconvenue arrive avec la course à la Lune, au cours de laquelle les Américains prennent l'avantage en juillet 1969. Les Soviétiques font croire dans un premier temps que leur priorité budgétaire est ailleurs, alors qu’en réalité ils ne maîtrisent pas les systèmes informatiques indispensables à ce type d’opérations. Dans les années 1970, toujours à la recherche de la parité, les Soviétiques obtiennent des Américains un vol commun Apollo-Soyouz (1975). À cette occasion, le retard soviétique en informatique devient patent. Pour tenter de se maintenir dans cette compétition, les Soviétiques arrivent à poser par deux fois des robots télécommandés (Lunokhod 1 et 2), puis se lancent dans la construction de bases spatiales habitées, domaines dans lesquels ils ont pris l’avantage par rapport aux États-Unis.
Ainsi, le gouvernement soviétique, en voulant à tout prix être considéré par les États-Unis comme son égal, met en évidence ses faiblesses technologiques ; sur le plan médiatique, la multiplication des témoignages sur son système répressif (dans le sillage de celui, solidement étayé, de L'Archipel du Goulag, d'Alexandre Soljenitsyne) finit par discréditer la propagande officielle dépeignant un « paradis des travailleurs » : le prestige du pays en pâtit. À la fin du XXe siècle, l’Union soviétique apparaît de plus en plus comme un « dinosaure politique » et perd la compétition face à l’Occident dans trois domaines-clés : l'informatique, l'espace et la biochimie. De plus, le système agricole soviétique, depuis la collectivisation sous Staline dans les années 1930, se révèle incapable de répondre aux besoins de la population, entrainant un rationnement et de très importantes importations de céréales à partir de 1972 (jusqu'à 40 millions de tonnes par an).
L’accident nucléaire de Tchernobyl de 1986, qui coûte 18 milliards de roubles (25 milliards de dollars) au pays, est l’un des effets les plus apparents de cet échec.

## Contexte interne
Si la nomenklatura (bureaucratie), très minoritaire, peut rivaliser en termes de pouvoir d'achat avec la petite bourgeoisie américaine blanche, la majorité de la population, elle, n’a guère plus de droits et de pouvoir d’achat que les Afro-américains soumis à la ségrégation,,, :
- la position constitutionnelle de jure du parti communiste local en tant que « parti unique et organe dirigeant de l'État », interdit en effet de facto la constitution d’associations, syndicats ou autres structures sociales indépendantes du pouvoir, et impose un courant de l’autorité et de légitimité » (souveraineté), allant du sommet (le Comité Central) vers la base (les autres structures du Parti, les institutions, les entreprises, les citoyens)… ;
- une logistique policière massive de surveillance et répression de la société civile, articulée autour de la police politique, fait régner un climat de crainte permanente par la censure, l’écoute aléatoire et sans aucun contrôle juridique des conversations téléphoniques, l'ouverture du courrier, le quadrillage territorial, institutionnel et professionnel systématique du pays, la pratique courante d’arrestations arbitraires, de tortures en cours d'interrogatoire et d’internement psychiatrique et de déportation des citoyens arrêtés, avec ou sans « jugement », dans les réseaux de camps de travail forcé du Goulag… ;
- la stricte planification d’État sur le plan économique, ne touche pas seulement les orientations macro-économiques et le commerce international, mais aussi tous les aspects de la production, de la distribution et de la consommation, au mépris des ressources disponibles, des possibilités techniques, de l’environnement et des besoins de la population, interdisant toute forme d’autogestion et induisant des inégalités entre la bureaucratie du parti, de l'État, de l'armée et du KGB qui disposent d’un niveau de vie satisfaisant, et le reste de la population aux prises avec une pénurie permanente d’énergie, de denrées alimentaires, de produits finis et de services (ce qui encourage le développement d’une économie informelle, mais spéculative)[2].
- enfin un strict contrôle des activités culturelles, des médias et des droits des citoyens à l’opinion, à l’expression et au déplacement (nécessitant des autorisations et divers visas préalables pour changer d’emploi, de domicile, de résidence à l’intérieur du pays, et encore plus pour voyager hors du pays, et surtout dans les pays non-communistes) assèche toute pensée créative et empêche toute initiative et toute expression critique susceptibles d’améliorer la société, l’économie, les institutions.

Les auteurs trotskystes comme Boris Souvarine ou David Rousset furent parmi les premiers à décrire ces dérives, également dénoncées par divers témoignages comme ceux d’André Gide dans Retour de l'U.R.S.S., Panaït Istrati dans Vers l'autre flamme, ou Victor Kravtchenko dans J'ai choisi la liberté. Ceux-ci sont tous combattus avec véhémence par la propagande soviétique et ses supporters, généralement efficaces, comme en témoignent de nombreux visiteurs occidentaux, certains prestigieux, qui reviennent d’URSS sans avoir rien vu d’inquiétant durant les années 1950 et 1960 (mais plus difficilement à partir des années 1970 et 1980 durant lesquelles la transmission des informations à l'échelle mondiale et l'ouverture des frontières s'accélèrent).

### Prise de conscience du retard économique
Durant les années 1960, l’économiste soviétique Evseï Liberman met en garde contre des problèmes qu’engendrent les excès de la centralisation bureaucratique de l’économie et propose d’accorder l’autonomie aux entreprises, en leur permettant notamment de fixer elles-mêmes leurs objectifs de production en fonction des commandes reçues, et non en se référant aux objectifs du plan soviétique.
Alexis Kossyguine, élu président du conseil des ministres en 1964, devait mettre cette réforme en application. Mais, sous prétexte qu’elle risquait de provoquer le déclin accéléré de l’URSS, elle est abandonnée dans les années 1970 ; mise en application, elle aurait privé les oligarques de leurs pouvoirs, au profit des gestionnaires et des techniciens.
À la fin des années 1970, devant ces déconvenues, le KGB, dirigé par Iouri Andropov, diligente une enquête confidentielle pour évaluer le PNB soviétique, selon les critères qualitatifs occidentaux, c’est-à-dire en y intégrant le concept de « valeur ajoutée », et non plus seulement en se fiant à la production en volume (en nombre d’unités produites), comme le voulait la tradition communiste. Le résultat est très défavorable et apporte la preuve du déclin de l’Union soviétique, qui voit son économie dépassée par celles du Japon et de la RFA.
Andropov décida donc de créer une institution, l’Institut de l'Économie Mondiale et des Relations Internationales de Moscou, dit Imemo. Sa vocation était de forger une nouvelle élite, sur le modèle des énarques français et des diplômés de Harvard, où l’étude des économistes occidentaux (Keynes, Milton Friedman, Hayek) serait permise. Diplomate et journaliste, spécialiste du monde arabe, Ievgueni Primakov en prit la direction.

## Contexte externe
Sur la scène internationale, vers le début des années 1980, l’URSS est confrontée à une situation géopolitique nouvelle :
- la transparence nouvelle des statistiques révèle que des pays industrialisés comme le Japon et la RFA disposent d’une économie plus puissante que celle de l’URSS ;
- la Chine commence une croissance économique rapide ; à partir de 1978, Deng Xiaoping entreprend une véritable « révolution structurelle » en permettant l’économie de marché qui insuffle un dynamisme considérable à l’économie chinoise ;
- l’accélération des échanges et des informations permise par le développement des réseaux informatiques creuse l’écart avec les États-Unis, dont la domination économique et militaire s’accroît.
- La guerre en Afghanistan (1979-1989) vient altérer le prestige issu du soutien aux mouvements de la décolonisation tout comme la globalisation médiatique met de plus en plus en lumière les failles du système soviétique à l'échelle mondiale[2].
- Son système politique répressif dans le bloc de l'est, véritable base d'un impérialisme russe renouvelé reconstitué en 1945 au sortir de la Seconde Guerre mondiale, devient de plus en plus impopulaire face aux demandes renouvelées d'indépendance[2].

N’étant pas en mesure de soutenir financièrement le rythme de la compétition économique internationale et de la course aux armements dans un contexte de stagnation économique et d’une baisse des cours du pétrole, l’URSS, dont l'économie, similaire à un pays en développement, est basée sur l'exportation de ressources énergétiques, n’a pas d’autre choix que de songer à une nouvelle détente et au désarmement.

## Remède

Première rencontre entre Mikhaïl Gorbatchev, artisan de la perestroïka et le président américain Ronald Reagan, en 1985.

Le 11 mars 1985, Mikhaïl Gorbatchev accède au pouvoir. Le représentant d'une nouvelle génération de dirigeants, réputé « pur produit » de l’ère soviétique, a alors 54 ans.
Soutenu par des instituts de recherche tel l’Institut d'études des États-Unis et du Canada, le nouveau secrétaire général du Parti communiste s’efforce de sauver le système par d’importantes réformes structurelles, qui reprennent partiellement les idées du socialisme à visage humain et du professeur Evseï Liberman formulées vingt-cinq ans auparavant, et rompent dans une certaine mesure avec les principes léninistes tels qu’ils avaient été appliqués jusqu’alors :
1. restitution (et non vente) de l’usage de la terre aux paysans, qui bénéficient de baux à très long terme (50 ans), pour des productions familiales ;
2. autorisation pour les particuliers de se constituer en auto-entrepreneurs ou de former librement des coopératives de citoyens (snacks, salons de coiffure ou de thé, confiseries, petit artisanat, petits restaurants, etc.) ;
3. tentative de libéralisation de l’activité économique des grandes entreprises d'État, en responsabilisant le personnel (qualité des produits fournis en lien avec les prix de vente et les revenus des employés, élection des directeurs, autonomie financière) ;
4. diminution du rôle dirigeant du Parti à partir de 1988-89 par une libéralisation réelle de ses structures de base (soviets locaux, soviets ruraux, partis-filiales des républiques de l’Union) et l’instauration d’une tolérance politique (libération du dissident Andreï Sakharov), intellectuelle et médiatique (liberté de recherche historique, reconnaissance des crimes du régime, nouvelle loi sur la Presse écrite : glasnost) ;
5. réforme de la Constitution de 1977 (instauration d’une fonction présidentielle, élections à candidats multiples, choisis par les citoyens, pour les soviets : ces candidats multiples doivent toujours être membres du parti communiste, mais ne sont plus imposés par les instances supérieures).

Avec ces réformes, Gorbatchev a comme but de transformer l’économie, inefficace et stagnante, de l’URSS en une « économie socialiste de marché » où il n’y aurait toujours pas eu de propriété privée, mais une autonomie de gestion de la propriété collective (décentralisation sous l’égide du Parti communiste), mais avec acceptation et valorisation des initiatives venues des citoyens.
Combinée avec la glasnost (transparence, liberté de parole) dans les médias, cette politique de réformes socio-économiques n’a aucunement en vue de remettre en question, mais bien de sauver le système communiste, affaibli par l’immobilisme de la gérontocratie des dernières décennies (Léonid Brejnev, Youri Andropov, Konstantin Tchernenko) tout en relançant la croissance et en augmentant la productivité. Pour Gorbatchev, cette politique doit permettre de donner un second souffle au système soviétique, de parvenir à un véritable socialisme scientifique, adapté aux aspirations de la société soviétique et aux évolutions du monde en général.

## Causes de l’échec

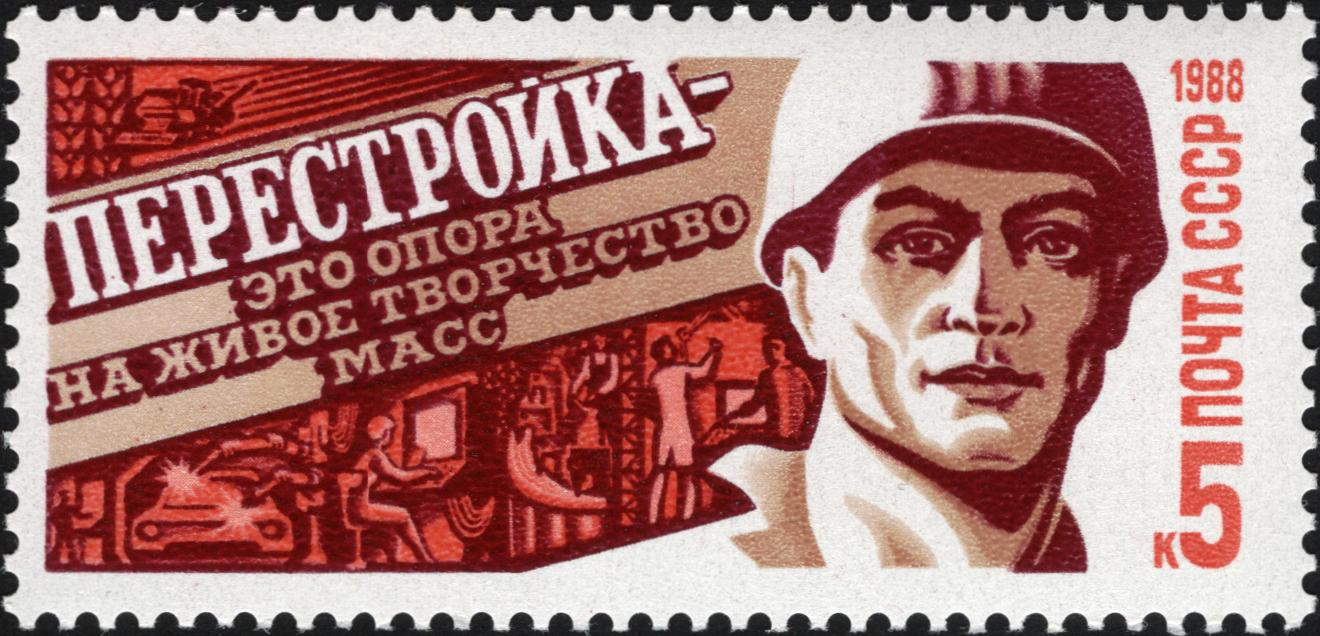
Propagande en faveur de la perestroïka sur un timbre postal de l'URSS, en 1988.

### Absence d'État de droit
Cependant, ces réformes suscitent la méfiance de la plupart des rouages de la société soviétique, adaptés au système antérieur dont ils palliaient les manques par une économie informelle fort profitable pour eux ; ces rouages, grands ou petits, craignaient d'y perdre leurs avantages, et aussi d’être sanctionnés s'ils s'y engageaient et qu'ensuite le Parti les renie et les traite de « déviationnistes », comme cela est arrivé tout au long de l'histoire de l'URSS. L'échec des tentatives précédentes est encore dans toutes les mémoires, en URSS comme dans tout le bloc de l'Est : l'écrasement vingt ans plus tôt du « printemps de Prague » étouffé par les chars du Pacte de Varsovie et la Roumanie de Ceaușescu où les propositions d'Evseï Liberman avaient aussi reçu un début d’application à la fin des années 1960, avant un brutal retour à un centralisme de plus en plus coercitif à partir de 1972. De plus, ces réformes ne s’accompagnent pas de l’instauration d’un véritable État de droit : l’arbitraire reste omniprésent et les cadres conservateurs du PCUS font tout pour entraver le processus pour ne pas perdre leurs privilèges et leurs pouvoirs.
Le manque d'un climat de confiance, garanti par une législation précise respectée par l'État, indispensable pour la réussite des réformes, est le principal obstacle politique, et la toute-puissance des dirigeants du parti et du KGB sur l'État et la société demeure intacte. D'autre part, le système de planification économique centralisée est démantelé sans qu’une autre structure de régulation du marché ne soit mise en place, ce qui de fait revient à officialiser l'économie parallèle. Contrairement à la Chine, l'élaboration d'une législation clairement libérale (droit de l’entreprise, droit des faillites, droit des contrats, droit bancaire, droit de la propriété foncière, droit du travail, etc.) n'est pas voulue par le régime de Gorbatchev, attaché aux bases du communisme, ce qui le fait paraître hésitant. Cette réforme bute sur le même obstacle : l'autonomie des entreprises et des travailleurs entre en conflit avec l’appareil du Parti et de la police politique.

### Dérive mafieuse des structures du pouvoir
Classe sociale privilégiée caractérisée par l'immobilisme et la corruption, la nomenklatura, environ un dixième de la société soviétique, comprend les structures dirigeantes du Parti, de l'État, de la police politique, de l'armée et des entreprises (toutes publiques). À travers ses propres circuits, cette minorité privilégiée dispose d’un accès aisé et qui lui est réservé, aux services, logements, fournitures, biens de consommation, études, loisirs, informations ou soins, hors de portée des citoyens ordinaires : en général son niveau de vie n’est pas supérieur à celui des classes moyennes des pays capitalistes, mais paraît luxueux en regard de celui des travailleurs ordinaires, qui cependant ne lui sont dans leur majorité pas hostiles, mais aspirent à s'y intégrer.
Parfois, mais rarement, la corruption des plus puissants de ces oligarques émerge par des fuites jusque dans la sphère médiatique internationale, comme dans le cas de l’affaire du coton ouzbek dans les années 1960-1980, impliquant le général Iouri Tchourbanov, gendre du secrétaire général du PCUS de l’époque Léonid Brejnev, et le premier secrétaire du Parti communiste de la RSS d’Ouzbékistan Charaf Rachidov. Cette « dérive mafieuse » des structures dirigeantes permet l’émergence de nouveaux « hommes d'affaires » oligarchiques profitant des lacunes du droit des affaires pour accaparer les richesses du pays, tandis que l'inflation galopante réduit à néant le pouvoir d’achat et les économies des simples citoyens.

### Crise politique
Gorbatchev entre en conflit avec Boris Eltsine, ancien secrétaire du Parti pour la région de Moscou, qui exige la fin du monopole du Parti communiste sur le pouvoir et le pluripartisme dans les élections. À la fin de la décennie 1980 et à la faveur de la transparence, les identités nationales des pays non-russes de l’Union, jusque-là étouffées et victimes de la russification, s'organisent contre le pouvoir central en mouvements autonomistes, puis indépendantistes, et finissent par l’emporter d’abord dans les pays baltes, puis en Ukraine, en Moldavie, dans le Caucase et dans certaines républiques d'Asie centrale comme le Tadjikistan. Les autres soutiennent la nouvelle fédération promue par Gorbatchev. Le mouvement centrifuge n'est pas unanime : dans les républiques indépendantistes, des régions pro-russes exigent de rester soviétiques (Crimée en Ukraine, Transnistrie et Gagaouzie en Moldavie, Abkhazie et Ossétie du Sud en Géorgie) : pour y parvenir, elles font sécession contre leur République.
Cette situation chaotique provoque la rupture entre Gorbatchev et l’opinion publique russe : le tout nouveau président de l’Union soviétique doit affronter les conservateurs, dirigés par Egor Ligatchev, secrétaire du Comité Central et membre du Politburo, et les partisans de la liquidation du régime, dirigés par Boris Eltsine. La dynamique centrifuge ne peut plus être arrêtée. Le résultat est l’effondrement de toute l’économie soviétique dans une pénurie aggravée, le déclenchement de plusieurs conflits armés notamment dans le Caucase, un coup d'État raté des conservateurs en août 1991, et la dislocation de l'URSS ce même mois de décembre 1991, Gorbatchev démissionnera lui le 25 décembre 1991.